# Schlacht bei Charkow (1942)
1941: Białystok-Minsk – Dubno-Luzk-Riwne – Smolensk – Uman – Kiew – Odessa – Leningrader Blockade – Wjasma-Brjansk – Charkow – Rostow – Moskau – Tula

1942: Rschew – Charkow – Ljuban/Wolchow – Kertsch/Sewastopol – Fall Blau – Kaukasus – Stalingrad – Operation Mars

1943: Woronesch-Charkow – Operation Iskra – Nordkaukasus – Charkow – Kursk – Orjol – Donez-Mius – Donbass – Belgorod-Charkow – Smolensk – Dnepr – Kiew

1944: Dnepr-Karpaten – Leningrad-Nowgorod – Krim – Wyborg–Petrosawodsk – Operation Bagration – Lwiw-Sandomierz – Jassy–Kischinew – Belgrad – Petsamo-Kirkenes – Baltikum – Karpaten – Ungarn

1945: Kurland  – Weichsel-Oder – Ostpreußen – Westkarpaten – Niederschlesien – Ostpommern – Plattensee – Oberschlesien – Wien – Oder – Berlin – Prag

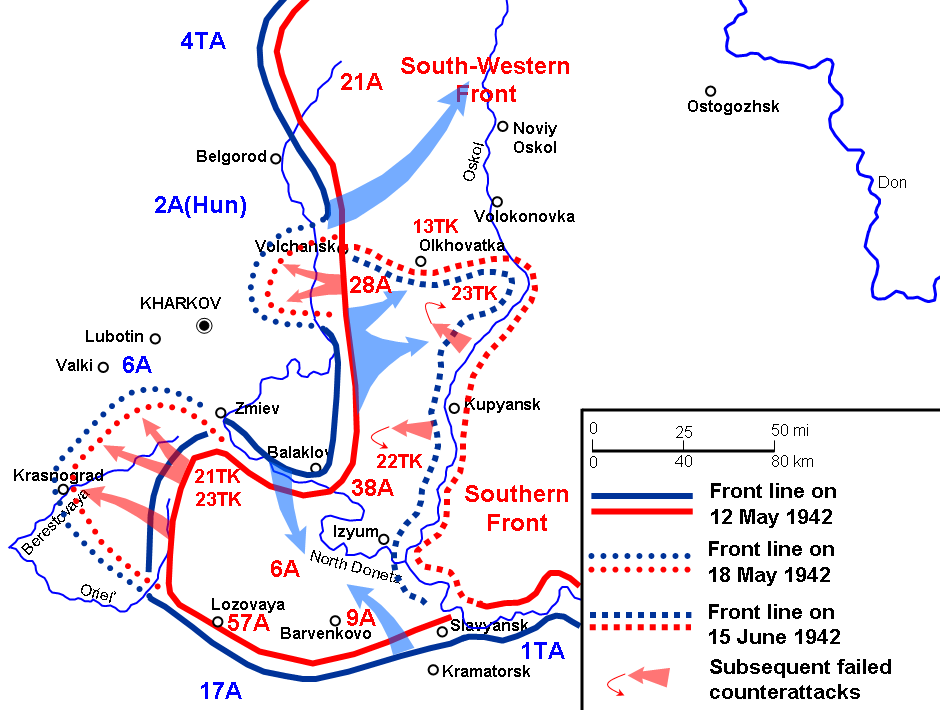
Karte der Schlacht bei Charkow

Die Schlacht bei Charkow, auch Zweite Schlacht um Charkow, war eine größere Schlacht im Deutsch-Sowjetischen Krieg während des Zweiten Weltkrieges. Sie fand vom 12. bis 28. Mai 1942 in der Nähe von Charkow (heute ukrainisch Charkiw) statt und führte nach Anfangserfolgen der Roten Armee zur Einkesselung eines großen Teils der Angriffsverbände durch einen Gegenangriff der Wehrmacht.
Charkow war aufgrund seiner zentralen Lage bei Vormarsch und Rückzug der deutschen Wehrmacht mehrfach umkämpft. Es fanden während des Krieges in der Region insgesamt vier Schlachten statt. Die erste ereignete sich beim deutschen Vormarsch im Oktober 1941. Im Februar und März 1943 entbrannten erneut heftige Kämpfe um die Stadt, die als Dritte Schlacht um Charkow bekannt wurden; nach zwischenzeitlicher Rückeroberung durch die Rote Armee folgte eine erneute deutsche Einnahme. Im August 1943 wurde die Stadt im Rahmen der Belgorod-Charkower Operation von sowjetischen Truppen endgültig zurückerobert.

## Vorgeschichte
Im Dezember 1941 kam das Unternehmen Barbarossa auf der Linie Leningrad, Moskau und Rostow zum Erliegen. Das sowjetische Oberkommando (Stawka) brachte neue Reserven auf und lancierte ab Dezember verschiedene Gegenoffensiven entlang der ganzen Front, welche als Sowjetische 1. Winteroffensive bekannt wurden. Im Norden versuchten die Leningrader Front und die Nordwestfront in der Schlacht am Wolchow, den Belagerungsring um Leningrad zu öffnen. Die Nordwestfront und die Kalininer Front gingen mit einer Zangenbewegung Richtung Ostrow vor, was zur Kesselschlacht von Demjansk führte. Vor Moskau wurde mit Teilen der Kalininer Front und der Westfront die Schlacht um Moskau geschlagen. Im Schwarzmeergebiet startete die Kaukasusfront einen Versuch, die Krim zurückzuerobern. Im Süden hatte die 1. Panzerarmee unter Ewald von Kleist Rostow bereits Ende November wegen starker sowjetischer Gegenangriffe aufgeben müssen. Die Front in diesem südlichen Abschnitt stabilisierte sich am Mius.

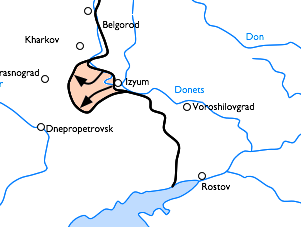
Frontbogen von Isjum

Am 5. Januar 1942 war General Friedrich Paulus unter gleichzeitiger Beförderung zum General der Panzertruppe zum Oberbefehlshaber der deutschen 6. Armee ernannt worden. Nach dem Tod Generals von Reichenau hatte Generalfeldmarschall von Bock den Oberbefehl der übergeordneten Heeresgruppe Süd übernommen.
Ab 18. Januar 1942 unternahmen die sowjetische Süd- und Südwestfront in der Barwenkowo-Losowajaer Operation südlich von Charkow einen Angriff zwischen Balakleija und Slawjansk über den Donez, um in Richtung zum Asowschen Meer durchzubrechen und damit die 1. Panzerarmee abzuschneiden und zu vernichten. Die Front zwischen den inneren Flügeln der deutschen 6. und 17. Armee brach innerhalb weniger Tage zusammen. Der nördliche auf Krasnograd gerichtete Vorstoß durch die sowjetische 6. Armee (General Gorodnjanski) konnte durch Alarmverbände erst am Oriel-Abschnitt gestoppt werden. Der mittlere auf Dnepropetrowsk gerichtete Vorstoß durch die 57. Armee (General D. I. Rjabyschew) drängte die deutsche 68. und 298. Infanterie-Division bis auf Losowaja zurück. Der südliche vom 5. und 1. Kavalleriekorps vorgetragene Vorstoß auf Stalino warf den rechten Flügel des deutschen XXXXIV. Armeekorps nach Südosten zurück und bedrohte dann das Hinterland der Deutschen. Am 24. Januar fiel Barwenkowo und wenige Tage später kam Losowaja in sowjetische Hände. Die Bahnlinien von Charkow nach Süden und von Poltawa nach Slawjansk waren durch den sowjetischen Durchbruch abgeschnitten. Mit Mühe führte die deutsche 6. Armee unter Einbeziehung starker rumänischer Kräfte taktische Gegenschläge durch, welche weitere Erfolge der Sowjets erst Ende Februar eindämmen konnten, die Lage aber nicht völlig entspannten. Der sowjetische Angriffsplan führte nicht zum vollen Erfolg, aber der gewonnene Frontbogen von Isjum brachte die nötigen Voraussetzungen für eine baldige Wiederaufnahme der Offensive.

## Strategie und Planung

### Sowjetische Strategie und Planung

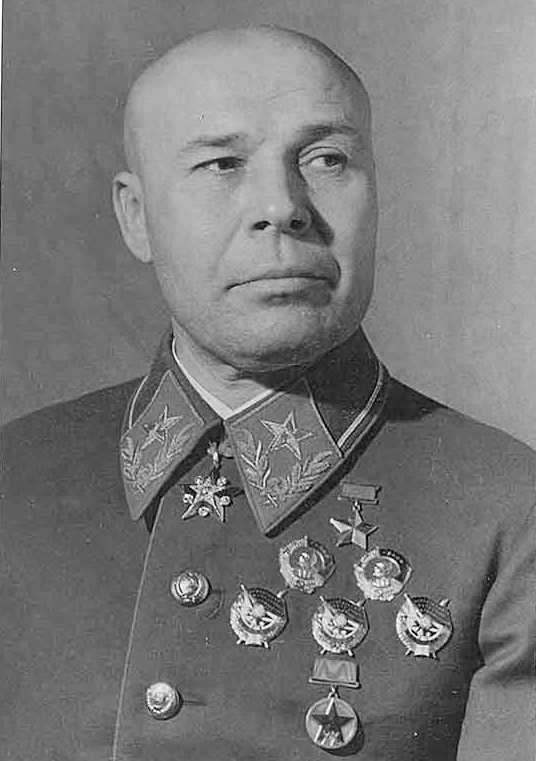
Marschall S. K. Timoschenko

Nach dem Ende der Winteroffensive wollten Stalin und die Stawka die Initiative nicht aus der Hand geben. Der Stawka war bewusst, dass die deutsche Wehrmacht für den Sommer eine erneute Offensive plante. Die Stoßrichtung war jedoch unbekannt. Nach den starken Bemühungen der deutschen Wehrmacht im Herbst 1941 vermutete die Stawka eine Fortführung der Offensive in Stoßrichtung Moskau. Gemäß der im Jahre 1941/42 üblichen strategischen Denkweise der Roten Armee wollte Stalin die deutsche Vorbereitung mit mehreren Offensiven entlang der gesamten Ostfront stören, anstatt die Kräfte für eine große Offensive zu konzentrieren.
Im nördlichen Sektor befahl Stalin am 9. April der Leningrader Front und der Wolchow-Front einen Entsatzangriff zur Befreiung der eingeschlossenen sowjetischen 2. Stoßarmee. Am 22. April 1942 befahl er der Nordwestfront einen weiteren Angriff auf das seit Januar im Demjansker Kessel eingeschlossene deutsche II. Armeekorps. An der Westfront wurde bei Wjasma die eingeschlossene Gruppe Below verstärkt, damit diese sich freikämpfen konnte. Auf der Krim erhielt die Krimfront den Befehl, den Brückenkopf auf der Halbinsel Kertsch zu erweitern, um den Belagerungsring bei Sewastopol zu brechen. Anfang Mai wurde im Norden der Leningrader Front eine Offensive gegen die finnischen Truppen befohlen.
Die Offensive im Raume Charkow war dabei die größte. Sie wurde geplant und durchgeführt durch die Südwestfront mit Hilfe der Brjansker Front und der Südfront.
Marschall Timoschenko, Oberbefehlshaber der Südwestfront, plante zwei Offensiven, welche sich in einer Zangenbewegung westlich von Charkow vereinigen sollten: Eine südliche Offensive aus dem Frontbogen von Isjum in Richtung Nordwesten, bis westlich von Charkow, und eine nördliche Offensive aus dem kleinen Brückenkopf bei Stary Saltow, westlich des nördlichen Don in Richtung Charkow. Die beiden Gruppenteile sollten sich westlich von Charkow verbinden, die Stadt einnehmen und die dann eingekesselten deutschen Truppen vernichten.
Marschall Timoschenkos weiterer Plan sah vor, mit den vereinigten Truppen in einer weiteren, gemeinsamen Offensive, den wichtigen Knotenpunkt Dnipropetrowsk einzunehmen. Bei einem Erfolg wären die Nachschublinien der Heeresgruppe Süd ernsthaft gefährdet gewesen. Dieser Teil des Plans wurde von der Stawka nicht genehmigt.

### Deutsche Strategie und Planung
Nach den Kämpfen im Winter 1941/1942 wollte Hitler den Russlandfeldzug im Jahr 1942 zu Ende bringen. Im Gegensatz zum Unternehmen Barbarossa, bei welchem in drei strategischen Stoßrichtungen angegriffen wurde, konzentrierte sich das OKH aufgrund der bereits erlittenen hohen Verluste nun auf eine einzelne strategische Stoßrichtung: Die Offensive sollte im Süden weitergeführt werden, um die wirtschaftlich wichtigen Regionen im Donezbecken und im Kaukasusraum einzunehmen. Aufgrund der erwarteten wirtschaftlichen Schwächung der Sowjetunion durch diese Operationen sollte es, so die Hoffnung der deutschen Generäle, in der Folge möglich sein, mit einem Richtungswechsel der Heeresgruppe Süd nach Norden Moskau einzunehmen. Daraus entstand der Plan Fall Blau.
Im Vorfeld zum Fall Blau wurden zwei weitere Operationen zur Vorbereitung geplant. Die Operation Kreml war ein Ablenkungsmanöver, welches eine größere Offensive der Heeresgruppe Mitte auf Moskau vortäuschen sollte und in der Tat zur sowjetischen Fehleinschätzung der strategischen Lage beitrug. Die Operation Fridericus hatte hingegen zum Ziel, den Frontbogen von Isjum zu vernichten, denn die Heeresgruppe Süd hatte Bedenken, dass sich der sowjetische Brückenkopf negativ auf die geplante Sommeroffensive im Süden auswirken könnte. Geplant war ein Angriff der 6. Armee von Norden und von der 1. Panzerarmee von Süden Richtung Isjum. Für diesen Angriff wurden starke Verbände in Charkow und bei Slawjansk zusammengezogen. Diese Vorbereitungen, welche der Stawka unbekannt blieben, hatten starken Einfluss auf den Ausgang der sowjetischen Charkow-Offensive, da die deutschen Kräfte um Charkow aus diesem Grund deutlich stärker waren, als es die Rote Armee erwartet hatte.

## Aufstellung

### Sowjetische Aufstellung
Der Angriff sollte durch die Südwestfront und den nördlichen Flügel der Südfront geführt werden. Marschall Timoschenko und sein Stabschef Bagramjan setzten vier Armeen direkt zum Angriff an. Zu Beginn der Offensive konzentrierte die Stawka eine Panzergruppe mit 925 Panzern. Die Gruppe bestand aus drei Panzerkorps (21., 22. und 23.) und 9 separaten Panzerbrigaden. Das 22. Panzerkorps (Oberst Alexander Schamschin) wurde der 38. Armee unterstellt und auf die Schützendivisionen aufgeteilt. Das 21. (Generalmajor Grigori Kusmin) und 23. Panzerkorps (Generalmajor Jefim Puschkin) wurde dagegen zum Durchbruch konzentriert und bildeten zusammen mit dem 6. Kavalleriekorps (General A. A. Noskow) die mobile Armeegruppe Bobkin.

#### Nördlicher Sektor
Der Nördliche Sektor befand sich östlich von Charkow.
- 21. Armee (Generalmajor W. N. Gordow): am rechten Frontflügel östlich von Belgorod. Auftrag: Absicherung der Flanke
- 28. Armee (Generalleutnant D. I. Rjabyschew): nördlich von Stary Saltow. Auftrag: Angriff auf der Linie Petropawlowka–Russkije Tischki (Richtung Westen)
- 38. Armee (Generalmajor Kirill Moskalenko): südlich von Stary Saltow. Auftrag: Angriff auf der Linie Seredowka–Tsirkuny (Richtung Westen) / Sicherung der rechten Angriffsflanke bis Höhe Balakleja

#### Südlicher Sektor
Der Hauptangriff sollte aus dem südlichen Sektor kommen. Dieser befand sich im Norden des Frontbogen von Isjum und war dadurch stark exponiert.
- 6. Armee (Generalleutnant A. M. Gorodnjanski): südlich von Charkow. Auftrag: Sicherung der linken südlichen Angriffsflanke. Angriff in nordwestlicher Richtung.
- Armeegruppe Bobkin (Generalleutnant L. W. Bobkin): Während der Planung wurde aus zwei Panzerkorps und Teilen der 6. Armee die Gruppe Bobkin gebildet. Diese wurde an der linke Flanke der 6. Armee zum Hauptangriff angesetzt. Auftrag: Angriff in nordwestlicher Richtung und Sicherung des linken Flügels der Südwestfront.

Mitten im Frontbogen übernahm die Südfront die Sicherung der südlichen Frontlinien. Der Oberbefehlshaber, Generaloberst R. I. Malinowski, stellte in diesen Abschnitt zwei Armeen.
- 57. Armee (Generalleutnant K. P. Podlas): südwestlicher Abschnitt des Isjumer Frontbogen bis Barwenkowo. Auftrag: Sicherung der linken Flanke der Südwestfront
- 9. Armee (Generalmajor F. M. Charitonow): südöstlicher Abschnitt des Isjumer Frontbogen von Barwenkowo bis Slawjansk. Auftrag: Sicherung der linken Flanke der Südwestfront

Der 9. und 57. Armee standen zur Sicherung der 176 km langen Südgrenze des Isjumer Frontbogens nur 11 Schützendivisionen und eine Schützenbrigade zur Verfügung. Weitere Kräfte der Südfront waren vor Rostow und Woroschilowgrad für die Sicherung der restlichen Südfront gebunden. Diese Truppen sollten jedoch bei Bedarf an die linke Flanke der Südfront gebracht werden.

### Deutsche Aufstellung

#### Raum Charkow
Die deutsche 6. Armee befand sich auf der linken Flanke der Heeresgruppe Süd und besetzte das Gebiet von Kursk bis zur südwestlichen Spitze des Isjumer Frontbogens. Im Raum Charkow befanden sich zum Zeitpunkt des Angriffes:
- XXIX. Armeekorps: Bei Belgorod, nördlich von Charkow
- XVII. Armeekorps: Bei Tscheremeschnoje, zwischen Belgorod und Charkow
- LI. Armeekorps: Bei Tschugujew östlich von Charkow bis Smijew südlich von Charkow
- VIII. Armeekorps: Von Smijew, südwestlich von Charkow

#### Südlicher Frontbogen
Der südliche Abschnitt der Heeresgruppe Süd wurde durch die deutsche 17. Armee und die 1. Panzerarmee verteidigt. An den rechten Flügel der 6. Armee fügten sich folgende Verbände:
- Rumänisches VI. Armeekorps: Besetzte den östlichen Abschnitt des Frontbogens.
- XI. Armeekorps: Bei Pawlograd, im südwestlichen Frontbogen.
- III. Armeekorps (mot.): Bei Stepanowka, vor dem südlichen Frontbogen.
- LII. und XXXXIV. Armeekorps: Im Raum Slawjansk

Weitere Verbände der 17. Armee besetzten die Front bis zum Asowschen Meer.

## Die Schlacht

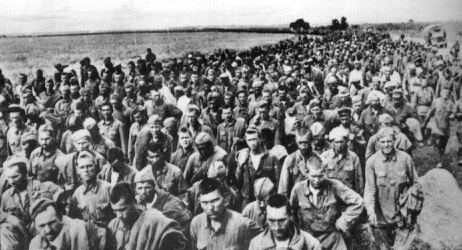
Sowjetische Gefangene bei Charkow (1942)

### Timoschenkos Offensive
Der sowjetische Angriff, an dem rund 380.000 Soldaten teilnahmen, begann am 12. Mai 1942. Timoschenkos Großoffensive zielte jetzt mit der Hauptmacht direkt auf Charkow. Aus dem Isjumer Frontbogen traten die Truppen der Südwestfront (6., 9., Teile 38. und 57. Armee, unterstützt von fünf Panzerkorps sowie 13 separate Panzerbrigaden) nach Nordwesten und Westen gegen die deutsche 6. Armee an. Die sowjetische 28. Armee führte nördlicher einen separaten Angriff gegen die Front des deutschen XVII. Armeekorps (General Hollidt) bei Woltschansk, der nach geglücktem Durchbruch ins nördliche Vorfeld von Charkow gelangen sollte. Die vorderen Verteidigungsstellungen des VIII. Armeekorps (General Heitz) fielen rasch, die Rote Armee gewann schnell an Raum. Die Front der 62. Infanterie-Division brach bei Lichatschewo unter dem Ansturm mehrerer Schützendivisionen und von mehr als 300 Panzern schnell zusammen. Ebenso wenig konnte die 294. Infanterie-Division bei Ternowaja den Ansturm der 28. Armee (General Rjabyschew) standhalten und musste zurückweichen. Die sowjetische 38. Armee schloss südlich davon an und hielt die Verbindung zwischen beiden Angriffsgruppen aufrecht, zudem deckte diese Armee den Donez-Abschnitt zwischen Stary Saltow und Balakeja gegenüber dem deutschen LI. Armeekorps. Moskalenkos Truppen kamen 6 km voran und kämpften an der Linie Nowo Alexandrowka und Tscherwona Rogana, als ein Gegenangriff der deutschen 3. Panzer-Division auf Stary Saltow die dort stehenden sowjetischen Truppen zum Rückzug auf das Ostufer der Bolschaja Babka zwang. Nach Süden verzeichneten die sowjetische 9. und 57. Armee keinen Raumgewinn, weil diesen Großverbänden vorrangig die Deckung der Südflanke zufiel. Am 14. Mai brachen Truppen der sowjetischen 6. Armee den deutschen Widerstand bei Bischkin und Bereka und drangen an der Front des VIII. Armeekorps ein. Nur durch das Eingreifen des deutschen VIII. Fliegerkorps konnten die Spitzen des sowjetischen 21. (General Kusmin) und 23. Panzerkorps (General Puschkin), etwa 20–25 km von Charkow entfernt, entlang des südlichen Vorfeldes der Stadt gestoppt werden. Das am weitesten nach Westen durchgebrochene sowjetische 6. Kavallerie-Korps umfasste Krasnograd bereits von Norden, Osten und Süden. Ein deutscher Gegenstoß der neu herangeführten 305. Infanterie-Division in die Flanke der Armeegruppe Bobkin konnte die unmittelbare Bedrohung von Poltawa aufheben. Die von Timoschenko geplante Einkesselung des deutschen VIII., XVII. und LI. Armeekorps gelang nicht. Die sowjetische Stoßkraft ließ schneller nach als erwartet, gleichzeitig erhärtete sich der deutsche Widerstand.

### Deutscher Gegenangriff
Am 17. Mai begann die deutsche Gegenoffensive durch die Armeegruppe Kleist: Das III. Panzerkorps (General Geyr von Schweppenburg) trat als Spitze des Angriffskeiles von Süden her mit stärkeren Panzerkräften (14. und 16. Panzer-Division, 60. mot. Division) gegen das Hinterland der sowjetischen Angriffsarmeen an. Das im Raum Losowaja stehende XI. Armeekorps, das beidseitig von zahlreichen verbündeten Truppen (rumänisches VI. Armeekorps) gedeckt war, versuchte sich dem Angriff am westlichen und südwestlichen Abschnitt des Frontvorsprunges anzuschließen. Kleists Truppen stießen von Slawjansk (LII. Armeekorps), Barwenkowo (III. Panzerkorps) und Losowaja (XI. Armeekorps) gemeinsam nach Norden vor. Vorsorglich hatte das Oberkommando der deutschen 6. Armee den eigenen gehaltenen Donez-Vorsprung von Andrejewka im Januar nicht aufgegeben, jetzt bot er General Paulus die Möglichkeit eines Flankenstoßes gegen die nach Charkow durchgebrochenen Sowjetarmeen. Teile der den Raum Charkow sichernden 3. und 23. Panzer-Division versuchten, von Norden her den Panzern Kleists entgegenzustoßen.
Am 19. Mai erreichten Kleists Verbände, nicht zuletzt dank massiver Luftunterstützung des IV. Fliegerkorps, die Linie Südrand Isjum – Kamyshewaja, die Panzertruppen überschritten die Bereka bei Petrowskoje. Am Abend dieses Tages verdichtete sich vor dem VIII. Armeekorps der Eindruck, dass die sowjetische Angriffskraft in Richtung auf Charkow den Höhepunkt überschritten hatte, der drohende Durchbruch war zum Stehen gebracht.
Am 20. Mai wurde der nördliche Stoßkeil des III. Panzerkorps vom sowjetischen II. Kavalleriekorps an der westlichen Flanke bei Gawrilowka heftig angegriffen. Nachgezogene Infanterie der 1. Gebirgs-Division, der 389. und 384. Infanterie-Division übernahm den Schutz der Westflanke. Der 14. Panzer-Division gelang am 22. Mai die Einnahme von Gussarowka, damit war die Breite des westlichen sowjetischen Brückenkopfes am Donez mehr als halbiert. Die vier südlich der Stadt Charkow im Angriff stehenden sowjetischen Armeen wurden von der nun drohenden Einkesselung völlig überrascht. Beim VIII. Armeekorps begann die 305. Infanterie-Division ihren Übergang an der Berestowenka, die 113. Infanterie-Division ging bei Taranowka nach Süden vor. Am Nordabschnitt bei Ternowaja konnte das XVII. Armeekorps die verlorene Verbindung mit dem Südflügel des XXIX. Armeekorps am Murom wiederherstellen, ab 22. Mai musste die sowjetische 28. Armee in Abwehrstellung übergehen.
Am 23. Mai konnte sich das von Süden wirkende III. Panzerkorps (Geyr von Schweppenburg) mit der über Andrejewka kommenden Korpsgruppe Breith (Teile 3. und 23. Panzer-Division sowie 44. Infanterie-Division) vereinigen und die Einkesselung der sowjetischen Truppen damit vollenden. Am 25. Mai verübten der Befehlshaber der 57. Armee, General Podlas, und sein Stabschef Selbstmord, am 26. Mai wurde General Bobkin nahe dem Dorf Krutojarka tödlich getroffen, auch Generalleutnant F. J. Kostenko wurde getötet. Am 27. Mai fiel General Gorodnjanski, der Befehlshaber der sowjetischen 6. Armee, bei einem Ausbruchsversuch seiner Truppen. Generalmajor A. A. Noskow, Kommandeur des eingeschlossenen 6. Kavallerie-Korps, wurde gefangen genommen. Die eingeschlossenen sowjetischen Truppen versuchten noch bis zum 27. Mai vergeblich, nach Südosten auszubrechen. Rund 240.000 sowjetische Soldaten gerieten in Kriegsgefangenschaft, etwa 1250 sowjetische Panzer wurden in den Kämpfen vernichtet oder erbeutet. Die für die sowjetische Frühjahrs- und Sommeroffensive vorgesehenen Kräfte waren nicht mehr vorhanden.

## Bedeutung der Schlacht
Der Sieg bei Charkow war gleichzeitig eine der letzten siegreichen Kesselschlachten der Wehrmacht. Durch diesen Sieg erkämpften sich die Deutschen die strategischen Voraussetzungen für die Sommeroffensive 1942.